# Club Atlético Concepción
El Club Atlético Concepción (más conocido como Atlético Concepción) es una entidad argentina con sede en Banda del Río Salí ciudad que forma parte del aglomerado del Gran Tucumán, en la provincia homónima, Argentina. Fue fundado el 27 de diciembre de 1909 y hace las veces de local en el estadio Ingeniero José María Paz. En 2020/21 participó del Torneo Regional Amateur. Está afiliado a la Liga Tucumana de Fútbol.
Su clásico rival es el Club Atlético San Juan, de la misma localidad, siendo el partido entre ambos conocido como clásico bandeño. Además, en segunda instancia tiene rivalidad con La Florida, y el partido entre ambos es denominado clásico del este.
Fue el primer equipo tucumano en ascender a la Primera B Nacional ganándole la final justamente a San Martín. Uno de los pocos clubes de la ciudad Banda del Río Salí que jugó con los grandes del fútbol argentino y derrotó a grandes clubes históricos como Boca, Racing Club , Independiente, Newell's, Lanús, Huracán, Ferro, Vélez Sarsfield, Quilmes, entre otros.

## Historia
El Club Atlético Concepción se fundó el 27 de diciembre de 1909 y años más tarde se afilió a la Federación Tucumana de Fútbol, en la categoría intermedia de ascenso. Once años después de haberse fundado como institución deportiva, se afilió a la Liga Cruzalteña, además el Club Atlético Concepción fue miembro fundador de la Asociación Cultural de Fútbol. Atlético Concepción disputó oficialmente varios campeonatos, llegando a conseguir 38 títulos de la mano de jugadores destacados como Raimundo Sandoval o Goyino García, entre otros.
El club es conocido por los apodos de Los Gauchos y León, este último uno de los más populares del club. 

### 1980: Campeonatos Nacionales y Torneo Nacional B
En 1980, 1982 y 1983 el club participó en los Campeonatos Nacionales de la Primera División de Argentina. El equipo destacaba por su fútbol y por el técnico Hugo Manuel García, considerado un buen técnico por la afición. El club disputó partidos destacados, como aquel contra Newell’s Oll Boys, el cual ganaron por un marcador de 4-1 el 9 de noviembre de 1980, por el Campeonato Nacional de 1980.

### Años 1990, 2000 y actualidad
Atlético Concepción siguió disputando la Liga Tucumana de Fútbol durante varios años más, obteniendo campeonatos en los años 1986, 1989, 1993, 1995, 1996 y 2001,y 2002 además de varias participaciones en el Torneo Argentino B. Allí, quedó a puertas del ascenso en 1998 cuando igualó contra Exalumnos de Obrera, en Misiones y manteniéndose así en la cuarta categoría.
Atlético Concepción formó parte del Grupo G en el Torneo Argentino B 2008/09, zona que integró con La Florida, Concepción, Atlético Famaillá, Gimnasia y Tiro y Central Norte de Salta. Con 9 triunfos, 3 empates y 12 derrotas, finalizó quinto con un punto más que Central Norte. En la temporada siguiente integró la Zona E con los mismos equipos, junto a Talleres de Perico, quedando sexto con 14 puntos y siendo eliminado en la primera fase.
En la temporada 2010/11 Atlético Concepción consiguió malos resultados, incluso disputó la promoción contra Alvear FC para no descender nuevamente al Torneo del Interior, después de una mala campaña finalizando último en la Zona 7 junto a Atlético Famaillá. El encuentro de ida, que El León disputó como visitante, finalizó sin goles. Una semana más tarde de local conseguiría mantener la categoría tras empatar.

## El Estadio

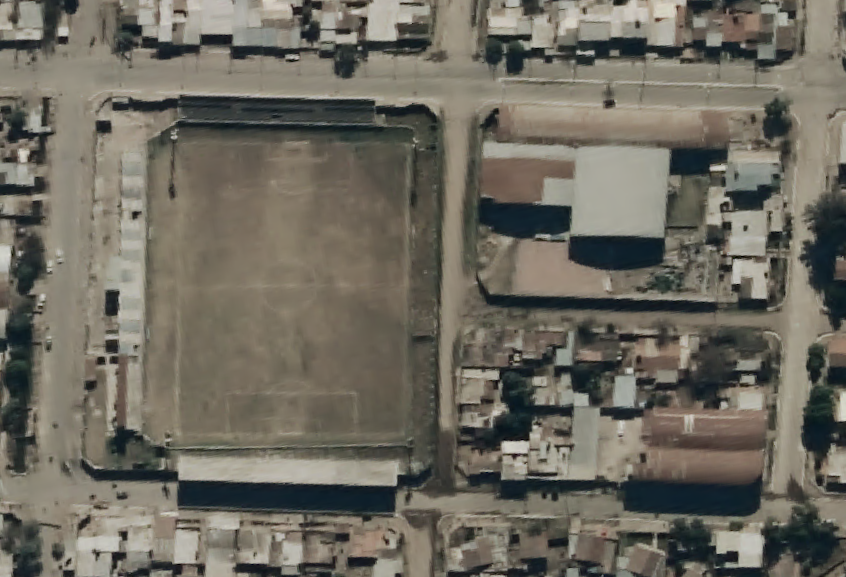
A la izquierda el estadio y arriba a la derecha otras instalaciones del club

El estadio Ingeniero José María Paz, es el estadio donde hace de local el Club Atlético Concepción, con capacidad para 8.000 personas, el cual se encuentra en la avenida José María Paz y Estoquin, en Banda del Río Sali, una ciudad que forma parte del conurbano del Gran San Miguel de Tucumán.
En este estadio entrenó la selección de Americo Gallego antes de los juegos olímpicos de Atlanta de 1996.

## Ídolos
- Francisco Ferraro, campeón del mundo con la selección sub-20 Argentina dirigiendo a Lionel Messi y a Sergio Agüero, en 2005. Ferraro es uno de los «técnicos de fútbol más respetados de la Argentina».[15]

## Récords
- Primer club del norte junto con Central Norte de Salta en disputar el Nacional B.[9]
- Primer representante tucumano en disputar una competición oficial de fútbol.[16]
- El club con más participaciones en Primera División (3) de Tucumán, después de San Martín de Tucumán (20) y Atlético Tucumán (20)

## Datos futbolísticos del club
Estadísticas de la era profesional del fútbol argentino (1931-2011)
Participaciones en Primera División: 3 (En los viejos Nacionales)
Mayor goleada en Primera División: Atlético Concepción 4 - 1 Newell's Old Boys
Temporadas en Segunda División: 1 (Sin contar los Regionales)
Mejor ubicación en Primera División: Nacional de 1980 - 4.º (Zona C, había 4 zonas, con un total de 28 equipos). 
Peor ubicación en Primera División: Nacional de 1983 - Último en el grupo G, con seis puntos.
Ubicación en la tabla histórica de Primera División (1931 - 2001/02): 62.º

### Goleadas

#### A favor
- En Primera División: 4-1 a Newell's Old Boys en 1980[10]
- En la final de ida por el ascenso al Nacional B: 4-1 a San Martín de Tucumán en 1986
- En el Torneo Argentino B: 13-0 a Nueva Chicago de Belén (Catamarca) en la temporada 2003/04[19]

#### En contra
- En el Argentino B: 1-6 vs Gimnasia y Tiro en 2010[20]
- En el Argentino B: 1-5 vs Gimnasia y Tiro en 2011[21]
- En el Federal B ex Argentino B:1-5 vs Amalia

## Palmarés

### Torneos locales
- Liga Tucumana de Fútbol Torneo Anual(8): clasificatorio 1979, clasificación 1986, 1989, 1993, 1995, 1996, 2001(Apertura) y 2002(Clausura).[22]
- Liga Tucumana de Fútbol Torneo Clasificatorio (1): 1986.[22]
- Liga Cultural de Fútbol de Tucumán (39)

### Torneos Nacionales
- Torneo del Interior (1): 2008
- Torneos Regionales y participación en los Campeonatos Nacionales de Primera División (3): 1980, 1982 y 1983.[23]
- Ascenso a la Primera B Nacional (1): 1986/87.[16]

## Palmarés
| Torneos Nacionales                      | Torneos Nacionales                  |
| Competición                             | Títulos                             |
| Segunda División                        | Segunda División                    |
| --------------------------------------- | ----------------------------------- |
| Torneo Regional (3)                     | 1980, 1982, 1983                    |
| Tercera División (1)                    |                                     |
| Torneo del Interior (1)                 | 1986                                |
| Quinta División (1)                     |                                     |
| Argentino C                             | 2008                                |
|                                         |                                     |
| Torneos Regionales                      |                                     |
| Competición                             | Títulos                             |
| Liga Tucumana de Fútbol (8)             | 1989, 1993, 1995, 1996, 2001, 2002. |
| Liga Cultural de Fútbol de Tucumán (39) |                                     |